# Лазурне (Ялтинський район)
Лазу́рне (крим. Lazurne) — село (до 2009 року — селище) в Україні, в Ялтинському районі Автономної Республіки Крим.

## Населення
За даними перепису населення 2001 року, у селищі мешкала 151 особа. Мовний склад населення села був таким:
| Мова       | Число ос. | Відсоток |
| ---------- | --------- | -------- |
| українська | 10        | 6,62     |
| російська  | 140       | 92,72    |
| вірменська | 1         | 0,66     |